# Korouhvice
Korouhvice (německy Korowitz) je západní část obce Chlum-Korouhvice v okrese Žďár nad Sázavou. V roce 2009 zde byly evidovány čtyři adresy. V roce 2001 zde trvale žilo 7 obyvatel.
Korouhvice je také název katastrálního území o rozloze 1,81 km2.
Původní vesnice byla zbořena a zalita vodou kvůli stavbě přehrady Vír. V současnosti je na břehu nádrže jen několik domů.